# ケンドラ・ウィルキンソン
ケンドラ・ウィルキンソン（Kendra Wilkinson、1985年6月12日 - ）はアメリカ合衆国のモデル。
カリフォルニア州サンディエゴ出身。